# Yume o kanaete Doraemon
Yume o kanaete Doraemon (夢をかなえてドラえもん? lett. "Realizza i miei sogni, Doraemon") è un singolo del cantante giapponese Mao del 2007. Il singolo comprende brani legati alla serie animata Doraemon.

## Brani
Il singolo comprende due canzoni, presenti ciascuna in due differenti versioni.

### Yume o kanaete Doraemon
Yume o kanaete Doraemon (夢をかなえてドラえもん? lett. "Realizza i miei sogni, Doraemon") è, dal maggio 2007 al 2018, la sigla più recente della serie animata del 2005 di Doraemon e dei film ad essa correlati. Dal 5 ottobre 2019, essa è stata sostituita da una nuova sigla con un titolo omonimo alla serie televisiva, cantata da Gen Hoshino.
La cantante ufficiale della sigla è Mao, anche se nel 2014, per festeggiare i 35 anni dalla prima apparizione televisiva di Doraemon, è stata composta una "Versione character song" (キャラクター・ソングバージョン?, Kyarakutā Songu Bājon), della durata di 3:54 minuti, nella quale la sigla è cantata dai doppiatori dei personaggi stessi. Essa è stata utilizzata come apertura in Doraemon - Il film: Nobita e gli eroi dello spazio.

### Odore dore dora Doraemon ondo
Odore dore dora Doraemon ondo (踊れ・どれ・ドラ ドラえもん音頭? lett."Balla! Dore-dora - La ballata di Doraemon") è stata, dal 29 giugno 2007 al 10 agosto 2007, e successivamente in alcune occasioni speciali, la sigla di chiusura dell'anime del 2005 di Doraemon.
La cantante ufficiale della canzone è Wasabi Mizuta, attuale doppiatrice di Doraemon.

## Distribuzione
Il singolo è stato pubblicato il 4 luglio 2007 con il brano di Mao e con la canzone Odore dore dora Doraemon ondo come B-side. Il 19 novembre 2014 è uscita una nuova edizione con la versione cantata dai doppiatori e la versione di Mao, senza Odore dore dora Doraemon ondo.

## Tracce

### Edizione del 2007
1. Yume o kanaete Doraemon (夢をかなえてドラえもん?), cantata da Mao (cori: Hibari Jidō Gasshōdan) – 4:07
2. Odore dore dora Doraemon ondo 2007 (踊れ・どれ・ドラ ドラえもん音頭 2007?), cantata da Wasabi Mizuta e dai Dorakko Tai (cori: Mori no Ki Jidō Gasshōdan) – 4:14
3. Yume o kanaete Doraemon (strumentale) – 4:07
4. Odore dore dora Doraemon ondo 2007 (strumentale) – 4:13[2]

### Edizione del 2014
1. Yume o kanaete Doraemon (charachter song version) (夢をかなえてドラえもん (キャラクター・ソングバージョン)?, Yume o kanaete Doraemon (kyarakutā songu bājon)), cantata da "Doraemon" (Wasabi Mizuta), "Nobita" (Megumi Ōhara), "Gian" (Subaru Kimura) e "Suneo" (Tomokazu Seki)
2. Yume o kanaete Doraemon (夢をかなえてドラえもん?), cantata da Mao (cori: Hibari Jidō Gasshōdan)
3. Yume o kanaete Doraemon (charachter song version) (strumentale)
4. Yume o kanaete Doraemon (strumentale)[5]